# Робин Худ (филм, 1973)
Вижте пояснителната страница за други значения на Робин Худ.
„Робин Худ“ (на английски: Robin Hood) е заглавието на 21-вия анимационен филм на Walt Disney Studios. Режисьор е Волфганг Райтерман, а сценарият е написан от Лери Клемънс и Кен Ендерсън. Филмът е номиниран за Оскар през 1974 г. в категорията „Оригинални песни“ за композицията „Love“. Премиерата му се състои на 8 ноември 1973 г. в САЩ. От първите публични прожекции събира доходи от приблизително 9,5 милиона долара, а вследствие на повторните прожекции от 1982 г. постъпленията допълнително се увеличават.
Филмът се занимава с легендата за Робин Худ, като представя персонажите от традиционните предания като антропоморфни същества. Например Робин Худ е изобразен като лисугер, Мериан е лисица, Малкият Джон (Литъл Джон) – мечка и т.н.

## Синхронен дублаж
| Роля                       | Изпълнител       |
| -------------------------- | ---------------- |
| Алън от долината           | Ненчо Балабанов  |
| Принц Джон, лъв            | Любомир Младенов |
| Сър Хис, змия              | Николай Пърлев   |
| Робин Худ, лисан           | Ивайло Велчев    |
| Девойката Мариана, лисичка | Ралица Ковачева  |
| Малък Джон, мечок          | Николай Петров   |
| Отец Тък, язовец           | Иван Петрушинов  |
| Лейди Клъв, кокошка        | Ива Апостолова   |
| Шерифът на Нотингъм, вълк  | Вълчо Камарашев  |
| Тригър, лешояд             | Георги Спасов    |
| Натси, лешояд              | Любомир Фърков   |

### Други гласове
| Майкъл Зарков                       |
| Елица Бинева                        |
| Яна Огнянова (кредитирана Маринова) |
| Александър Воронов                  |
| Йоанна Микова                       |
| Илия Иванов                         |
| Петър Чернев                        |
| Симеон Владов                       |
| Димитър Кръстев                     |

### Песни
| Песен                          | Изпълнява       |
| ------------------------------ | --------------- |
| „У-де-ла-ли“ „Не и в Нотингъм“ | Ненчо Балабанов |
| „Любов“                        | Петя Данкова    |
| „Измислен крал английски“      | Николай Петров  |

### Българска версия
| Обработка                       | Доли Медия Студио (2008)              |
| ------------------------------- | ------------------------------------- |
| Режисьор на дублажа             | Даниела Горанова                      |
| Превод и адаптация              | Венета Янкова                         |
| Музикален режисьор              | Камелия Данкова                       |
| Превод на песните               | Светла Василева                       |
| Творчески ръководител           | Венета Янкова                         |
| Продуцент на българската версия | Disney Character Voices International |